# Smolnik (dopływ Osławy)
Smolnik – potok górski, prawy dopływ Osławy, którego źródła znajduje się na wysokości około 500 m n.p.m. na północno-zachodnim stoku masywu Gruszka (583 m n.p.m.) na Pogórzu Bukowskim. Potok przepływa przez obszar wsi Tarnawa Dolna i osiedla Wielopole wchodzącego w skład Zagórza.
Obszar źródliskowy Smolnika znajduje się w leśnym masywie góry Gruszka. Po około 600 metrach od źródła do Smolnika wpada bezimienny potok. Następnie do Smolnika uchodzi mały potok wypływający ze wschodniego stoku góry Makówka (492 m n.p.m.).
Smolnik płynie cały czas w kierunku południkowym, północnym. W połowie swojej długości dociera do pól Wielopola; na prawo znajduje się nieczynna kopalnia ropy naftowej. W okresie istnienia kopalni (1866-1992) wody potoku używano do celów przemysłowych.
Następnie Smolnik dociera do zwartej zabudowy wsi i uchodzi do Osławy na końcu Górnego Wielopola. Długość potoku wynosi około 10 km.

## Toponimia
Adam Fastnacht w książce zatytułowanej Osadnictwo Ziemi Sanockiej w latach 1340-1650 wywodzi, że nazwa Smolnik to relikt topograficzny nieistniejącej już dziś wsi Smolnica, która położona była nad potokiem Smolnik, a w XVIII w. złączyła się ze wsią Wielopole.

[...] Na oznaczenie znanej już w 1412 wsi Wielopole pojawia się w 1437 określenie villa antiqua Velepole, wskazująca na powstanie nowej osady obok starej. Zapiska z 1454 i późniejsze mówią o wsi Woli należącej do Wielopola. W 1462 wieś ta jest określana jako Veylopole Superior, a w 1468 zwana Wielopolską Wolą. Nazw tych później nie spotykamy, ale pojawia się w latach 1481–1482 nazwa Smolnica na oznaczenie wsi stale przy Wielopolu występującej. Położenie jej w stosunku do sąsiednich osad określa ściślej zapisek z 1495 mówiący o wsiach Wielopole i Smolnica, leżących nad rzeką Osławą między wsiami Osławą i Tarnawą. Smolnica wymieniana była w XVI–XVII w. łącznie z Wielopolem, lecz obecnie wieś tej nazwy nie jest znana. Osada jednak nie przestała istnieć, lecz złączyła się z Wielopolem, a śladem dawnej nazwy jest niewątpliwie Wielopole Smolińskie w 1735, niwa Smolnik wymieniona w Metryce Józefińskiej w 1786 oraz potok Smolnik, znany obecnie w górnej części Wielopola. [...].